# Дойлиды
Деревня Дойлиды основана в середине XV века, ее первым владельцем стал литовский магнат Якуб Рацко-Табутович. В 1528 году имение Дойлиды перешло в собственность новгородского воеводы Александра Ходкевича. Первое упоминание о церкви в Дойлидах относится к 1571 году. В 1698 году арендатором Дойлид был Стефан Миколай Браницкий, чья семья управляла этими владениями до 1808 года. В отличие от соседнего Беластока, который до 1795 года был частью Короны, Дойлиды принадлежали Великому княжеству Литовскому. В конце XVIII века это была магнатская деревня Заблудовского уезда, расположенная в Тракайском воеводстве. В 1727 году в Дойлидах была построена деревянная церковь, которая просуществовала до 1950-х годов. то есть до тех пор, пока местные католики не решили его снести в связи со строительством ими модернистской церкви. В 1856 году в Дойлидах впервые появился Александр Иванович Крузенштерн, который возвел великолепный дворец в стиле итальянской ренессансной виллы с окружающим его парковым комплексом, сохранившимся до наших дней. В 1919 году часть гмины Дойлиды вошла в состав Беластока. В 1929 году в деревне проживал 301 человек. Земля здесь принадлежала князю Ежи Любомирскому (6011 десятин) и графу Johann Friedrich (Fedor Germanovich) Graf von Rüdiger (von Rüdiger) (3204) — мужу Sophie Gfin. von Rüdiger (von Krusenstiern) — дочери Александра Ивановича Крузенштерна. Пивоварня Дойлиды и кирпичный завод находились в руках семьи Любомирских. Здесь был фанерный завод и ткацкая фабрика Хасбаха. Община Дойлиды просуществовала до 1954 года. Дойлиды были присоединены к Беластоку в 1954 году. В 1973 году к городу был присоединен район Дойлидских прудов и православного кладбища. Границы усадьбы были изменены в 2013 году.
Дворец Крузенштерна/Ридигера/Любомирского в стиле классицизма XIX века с парком расположены по адресу Дойлиды ул. Фабричне, 26.

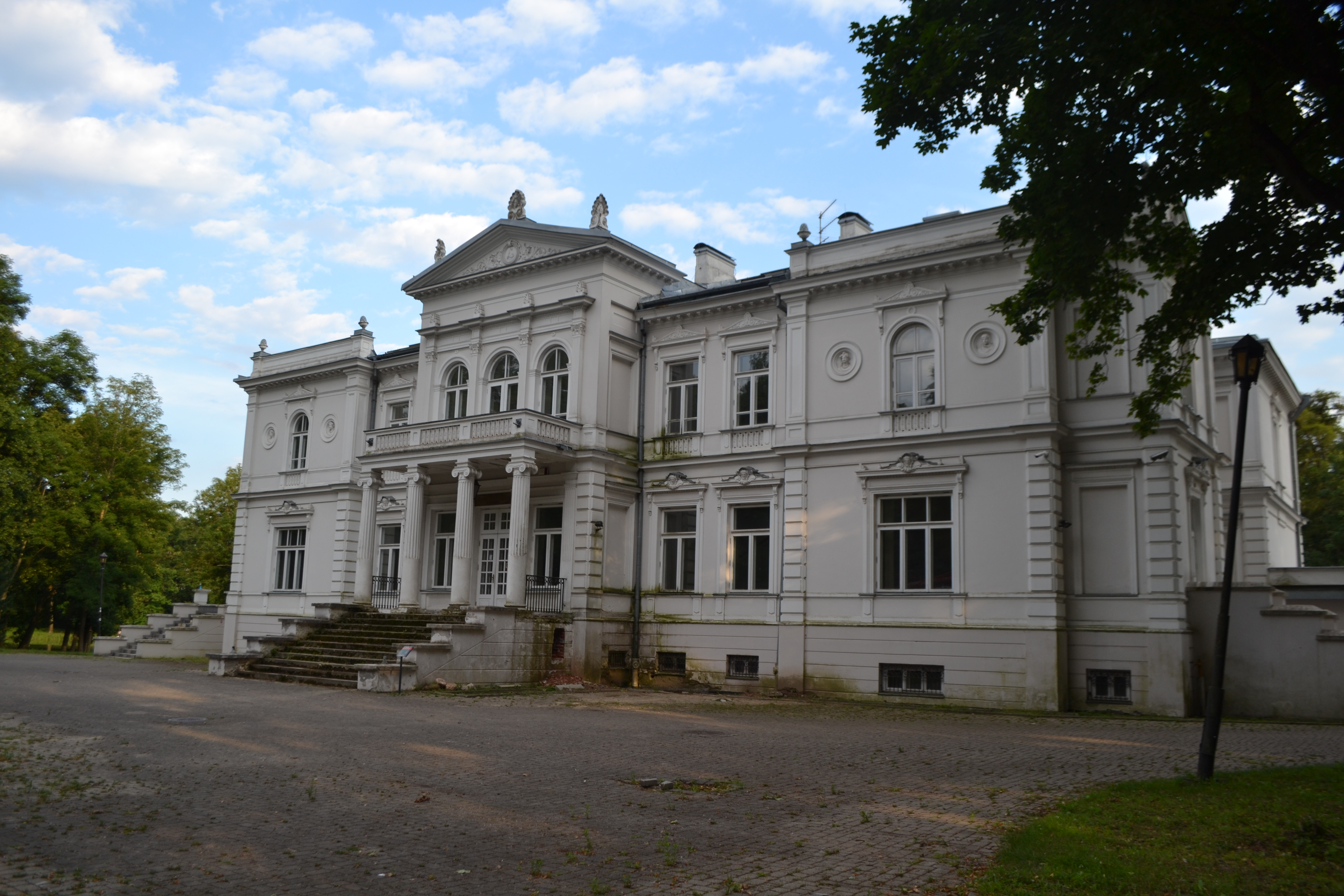
Дворец Крузенштерна-Ридигера-Любомирского

Дворец был построен Александром Ивановичем Крузенштерном.
Сейчас во дворце расположена Wyższa Szkoła Administracji Publicznej im. Stanisława Staszica w Białymstoku.
Также, сейчас на территории поместья располагается пивоварня ZUBR.